# الوكالة الولائية للتشغيل (سكيكدة)
الوكالة الولائية للتشغيل سكيكدة. هي وكالة تشغيل ولائية تابعة الوكالة الوطنية للتشغيل تقوم بتنظيم وتوفير وتطوير سوق العمل واليد العاملة والتأكد من أن لكل طالب عمل أو مستخدم خدمة توظيف فعالة وذات طابع شخصي. هي وكالة

## وصلات خارجية
- الوكالة الوطنية للتشغيل